# Boelo Luitjen Tijdens
Boelo Luitjen Tijdens (né le 7 octobre 1858 et mort le 28 mai 1904 à Nieuw-Beerta) était un homme politique néerlandais. Il était agriculteur à Nieuw-Beerta. Marié à Jantje Ebbens, il avait quatre enfants.
Surnommé le fermier Tijdens, il était membre de la Chambre basse néerlandaise de 1891 à 1901. Sans appartenir à la ligue des Radicaux, ses idées relevaient essentiellement du libéralisme radical. Il était partisan du protectionnisme afin de protéger l'agriculture de l'est de la province de Groningue, région pauvre. 
Très actif dans le développement de sa région de Westerwolde, il fonda plusieurs usines agro-alimentaires. Il fut également à l'origine du projet de canalisation de Westerwolde, projet accepté par la Chambre basse en 1901. Le Canal B.L. Tijdens a été nommé ainsi en son honneur.

## Source
- (nl) Site du parlement néerlandais